# Bank of the Year Awards
El Bank of the Year Awards (Premios al Banco del Año) es un premio anual que reconoce a las principales instituciones financieras del mundo. 
El Top 1000 World Banks se publica anualmente en julio sobre la base de las conclusiones de The Banker Database. Este ranking sirve para reconocer a los líderes mundiales en la industria por sus logros, clasificando a los bancos del mundo por el nivel 1 de capital a nivel global, así como por país individual. Los premios son el índice de banca global más utilizado en la industria y son reconocidos internacionalmente como la guía definitiva para la solidez, solidez y rentabilidad de los bancos. 
Los bancos son evaluados por el capital de nivel 1, con clasificaciones secundarias por activos, relación capital/activo, crecimiento real de los beneficios, beneficio sobre el capital medio y rendimiento de los activos. 
Además de los premios del Banco del Año, The Banker también lleva a cabo premios por ofertas del año, innovación en tecnología bancaria, banca de inversiones, ministro de Finanzas del año, gobernador del Banco Central del Banco Central, Banco Privado y Banco Islámico del Año.

## Top 1000 World Banks
| Rank | Banks                                   | Country        |
| ---- | --------------------------------------- | -------------- |
| 1    | Industrial and Commercial Bank of China | China          |
| 2    | China Construction Bank                 | China          |
| 3    | JPMorgan Chase                          | United States  |
| 4    | Bank of China                           | China          |
| 5    | Agricultural Bank of China              | China          |
| 6    | Bank of America                         | United States  |
| 7    | Citigroup                               | United States  |
| 8    | Wells Fargo                             | United States  |
| 9    | HSBC                                    | United Kingdom |
| 10   | Mitsubishi UFJ Financial Group          | Japan          |

## Top World Banks Ganadores en México
| Año  | Banco ganador | Presidente               |
| 2016 | Banorte       | Carlos Hank González     |
| 2015 | Banorte       | Carlos Hank González     |
| 2014 | Banorte       | Guillermo Ortiz Martínez |
| 2013 | Banorte       | Guillermo Ortiz Martínez |
| 2012 | Santander     | Marcos Martínez Gavica   |
| 2011 | Banorte       | Roberto González Barrera |